# Ixora bougainvilliae
Ixora bougainvilliae är en måreväxtart som beskrevs av Cornelis Eliza Bertus Bremekamp. Ixora bougainvilliae ingår i släktet Ixora och familjen måreväxter. Inga underarter finns listade i Catalogue of Life.